# Пидейяха
Пидейяха (устар. Пидей-Яха) — река в России, протекает по Ямало-Ненецкому АО. Устье реки находится в 45 км по правому берегу реки Нгарка-Есетаяха. Длина реки составляет 17 км.

## Данные водного реестра
По данным государственного водного реестра России относится к Нижнеобскому бассейновому округу, водохозяйственный участок реки — Пур. Речной бассейн реки — Пур.
Код объекта в государственном водном реестре — 15040000112115300061500.